# 김종진 (1996년)
김종진(한국 한자: 金鐘辰, 1996년 3월 5일 ~ )은 대한민국의 축구선수이다.